# Fairfax (Virgínia)
Fairfax é uma cidade independente localizada no Estado americano da Virgínia. De acordo com o censo de 2010, a população era de 22.565, que havia aumentado para uma estimativa de 24.019 em 2019. A cidade foi fundada em 1805.